# Tapia eta Leturia

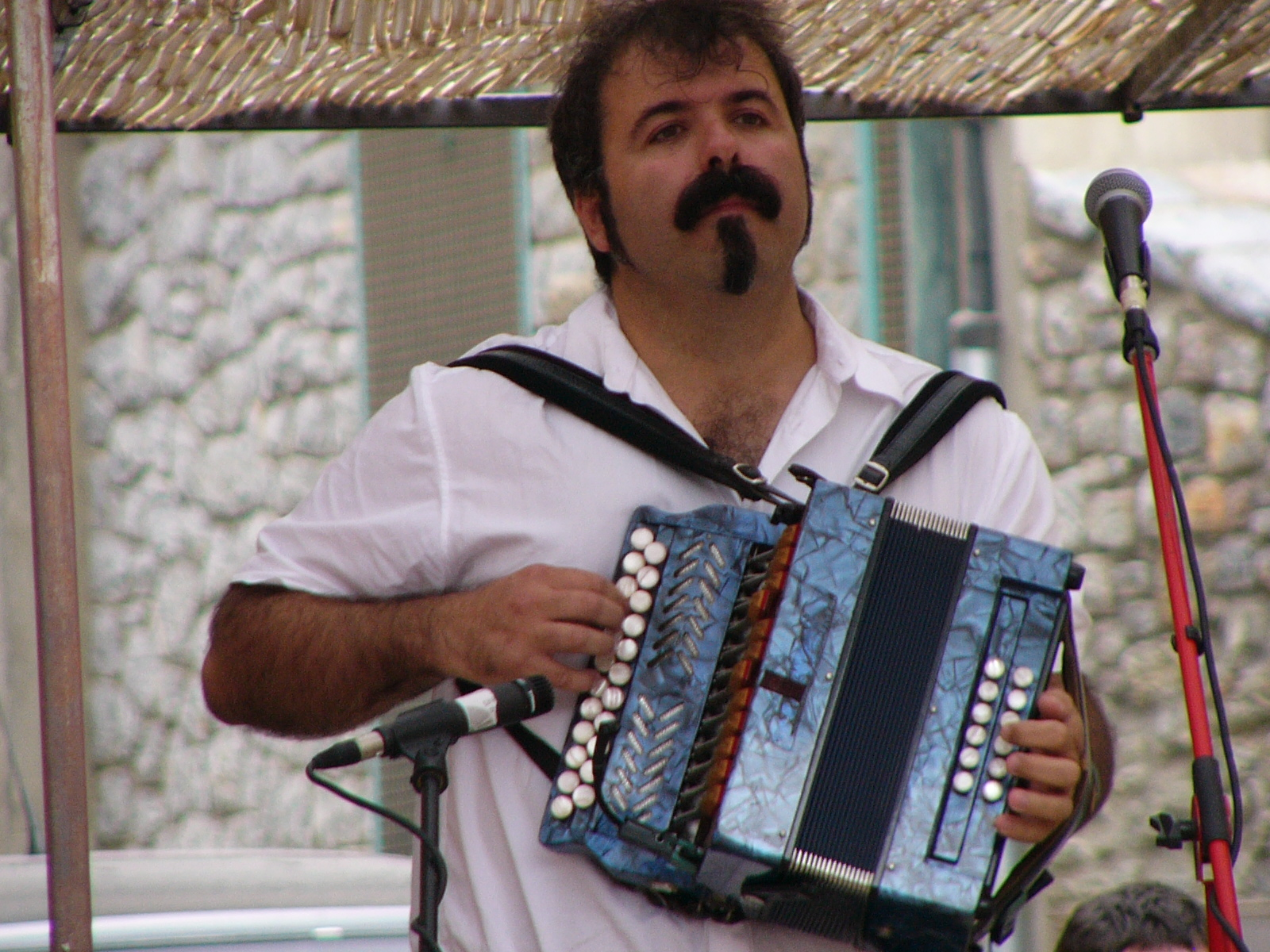
Joseba Tapia.

Tapia eta Leturia es una formación de música folclórica procedente del País Vasco. El grupo fue formado por los músicos Joseba Tapia (trikitixa) y Xabier Berasaluze «Leturia» (pandero) en 1984.
Desde 1986, fecha en la que apareció su primer álbum, han grabado varios discos y han realizado varias giras internacionales. La primera fue en 1992 en la que recorrieron el Reino Unido. En 1993 acompañaron a Negu Gorriak durante el Itxurakeriari Stop!! Hypocrisy Tour 93 en varias fechas en Suiza y Alemania y con Rogelio Botanz en su disco Tiempo.
Durante 1994 y 1996 giraron por Canadá, lo que les abrió la puertas a la edición de Dultzemenoa (su sexto álbum) en este país.
Con la incorporación de Arkaitz Miner (violín) y Txus Aranburu (piano) se consolidaron definitivamente como cuarteto.

## Discografía

### Álbumes
- Euskadiko Trikitixa Txapelketa (IZ, 1986)
- Jo eta Hautsi (Elkar, 1987)
- Euskadiko Trikitixa Txapelketa (IZ, 1988)
- Tapiatarren Trikitixa (Elkar, 1989)
- Juergasmoan (Elkar, 1990)
- Dultzemenoa (Elkar, 1992)
- Canada Tour (1996). Edición especial para Canadá de Dultzemenoa.
- 1998 (Elkar, 1998). Doble CD.
- Bizkaiko Kopla Zaharrak (Elkar, 1999)
- Hain zuzen (Gaztelupeko Hotsak, 2002)

Como Tapia eta Leturia Band han publicado:
- Tapia eta Leturia Band (Elkar, 1995)
- Ero (Elkar, 1997)

### Participaciones en recopilatorios
- «Lekeitioruntz», en Txerokee, Mikel Laboaren Kantak (IZ-Elkar, 1990)
- «Recuerdo florido», en Betiko Trikitixa (Elkar, 1994)
- Music From The Basque Country (Elkar, 1995)
- Triki 1: diatonic dynamite (Elkar, 1995)
- Trikitixa: Basque melodeon gems (Elkar, 1998)
- «Fandango tristea» y «Gipuzkoarrok, Errosariyo santuba!» en Rockin' Trikitixa (Elkar, 1998)
- Basque Music: The Sampler (Elkar, 1998)